# Oligonila foersteri
Espèce
Oligonila foersteri est une espèce fossile de cicadelles (insecte suceur) de la super-famille des Fulgoroidea.

## Classification
L'espèce Oligonila foersteri est décrite en 1937 par le paléontologue français Nicolas Théobald (1903-1981) dans sa thèse,. 

### Fossiles
Les spécimens et l'holotype viennent du « gisement de Brunstatt, près de Mulhouse dans le Haut-Rhin, découvert et décrit par Bruno Förster (1852-1924). Ses collections sont conservées au service de la carte géologique à Strasbourg ».

### Étymologie
Son épithète spécifique, foersteri, lui a été donnée en l'honneur de l'entomologiste et paléontologue allemand Bruno Förster (1852-1924).

### Classement: super-famille
En 2004 Szwedo et al. reclasse Oligonila dans la super-famille des Fulgoroidea remettant donc en cause la famille initiale des Fulgoridae,.

## Description

### Caractères
« Insecte de couleur brun jaunâtre, de petite taille. Tête plus étroite que le pronotum ; front presque aussi large que long, le bord apical concave, front avec carène médiane ; yeux latéraux manquent. Pronotum très court, la base est échancrée en coin ; mésonotum avec un renflement en forme de bouclier allongé portant une carène médiane, le mésonotum est donc orné de trois carènes longitudinales. Abdomen rétréci vers l'arrière, sept segments, dont le dernier porte l'appendice génital. Les pattes manquent. Les ailes antérieures dépassent longuement l'abdomen ; la nervation est assez bien conservée ; élytre assez étroit, apex arrondi ; bord costal en courbe régulièrement arquée, aire costale sans veine transversale, première veine longitudinale (R) et troisième (Cu) bifurquées avant le milieu de l'aile. Les veines longitudinales sont réunies par des nervures transversales au-delà du milieu de l'aile, de sorte qu'il y a dans la moitié apicale de l'aile trois séries de cellules longitudinales. La veine clavaire (A) s'arrête vers le tiers apical ».

### Dimensions
La longueur totale du corps est de 5 mm, tandis que la longueur de l'élytre est de 6 mm.

### Affinités
Ce spécimen avait été défini par Bruno Förster comme Cixius loculatus. Mais, dans le genre Cixius, il n'y a que deux séries de cellules longitudinales dans l'élytre, les trois veines longitudinales n'y étant pas réunies par des veines transversales. Ce caractère existe dans les genres Anila Distant et Kuvera Distant, tous deux connus des régions indo-malaisiennes. L'échantillon se rapproche du genre Anila, dans lequel le front est aussi long que large ; la nervation des ailes est pourtant différente ; il manque la veine oblique existant dans l'aire costale du genre Anila. Par là, l'insecte se rapproche du genre Kuvera ; mais dans ce dernier le front est plus court que large. Le nombre des veines apicales est d'ailleurs supérieur de un par rapport aux deux genres indo-malais. C'est pourquoi Nicolas Théobald a attribué cet insecte à un genre nouveau, placé au voisinage des deux genres Anila et Kuvera, dans la sous-famille des Cixiinae.

### Publication originale
- [1937] Nicolas Théobald, « Les insectes fossiles des terrains oligocènes de France 473 p., 17 fig., 7 cartes,13 tables, 29 planches hors texte », Bulletin Mensuel de la Société des Sciences de Nancy et Mémoires de la Société des sciences de Nancy, Imprimerie G. Thomas,‎ 1937, p. 1-473 (ISSN 1155-1119 et 2263-6439, OCLC 786027547). .